# Obszar górniczy

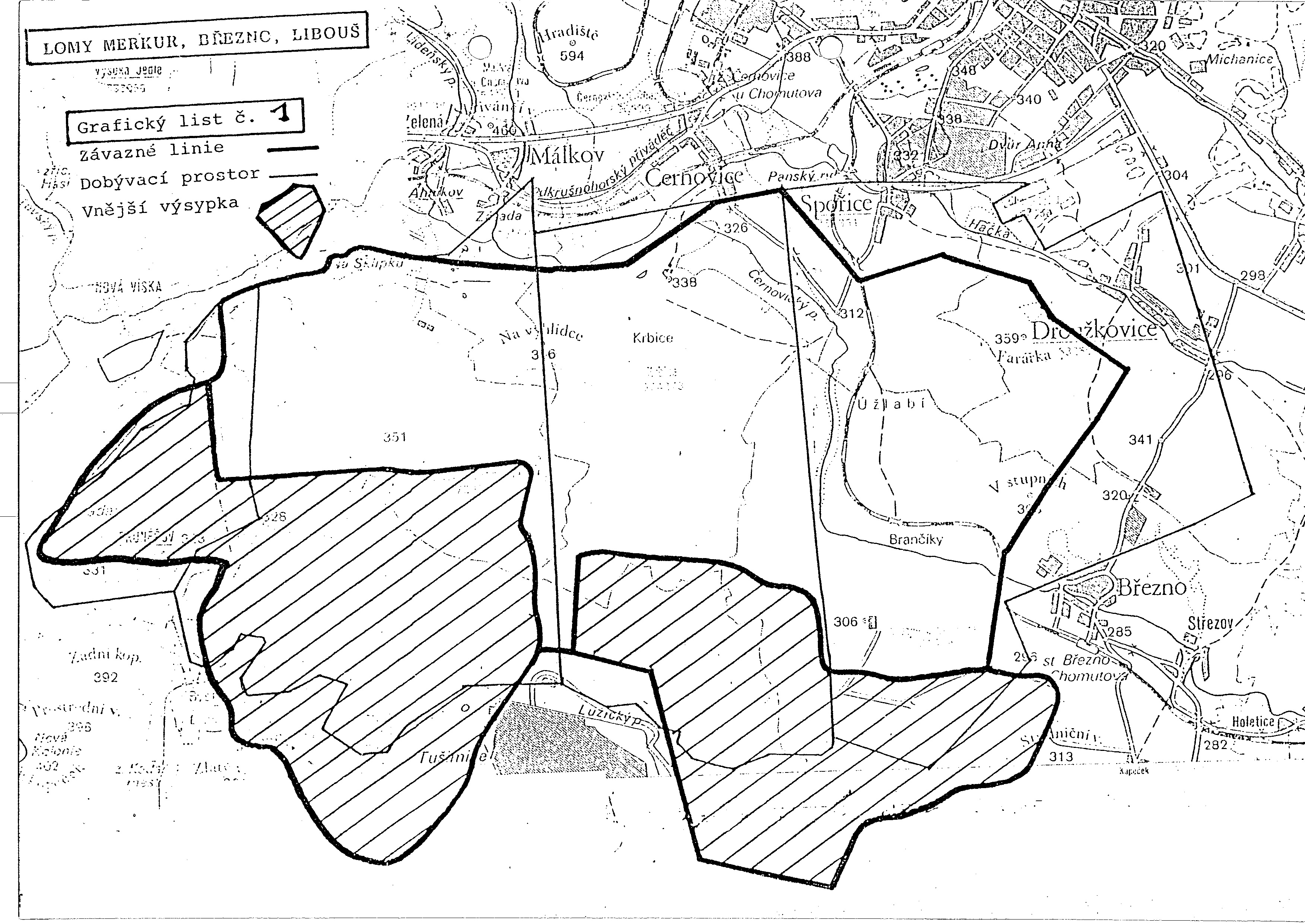
Mapa obszaru górniczego z zaznaczeniem zwałów zewnętrznych (obszar zakreskowany), Czechy

Obszar górniczy – przestrzeń, w obrębie której przedsiębiorca upoważniony jest do prowadzenia działalności górniczej zgodnie z wydaną koncesją i na zasadach ustalonych w tej koncesji. Jest to pojęcie należące do prawa geologicznego i górniczego.
Definicję legalną (ustawową) obszaru górniczego zawiera art. 6 ust 1 pkt 5 ustawy z dnia 9 VI 2011 r. – Prawo geologiczne i górnicze (Dz.U. z 2023 r. poz. 633).
Podstawą wyznaczenia obszaru górniczego jest dokumentacja geologiczna i projekt zagospodarowania złoża – PZZ (w którym to określa się granice projektowanego obszaru i terenu górniczego wraz z uzasadnieniem). Jego projektowane położenie oraz przebieg granic powinny zostać również określone we wniosku o koncesję na wydobywanie kopalin. O utworzeniu takiego obszaru, wraz z wyznaczeniem przebiegu jego granic (co następuje przez określenie współrzędnych punktów załamania), rozstrzyga organ koncesyjny w koncesji. Zmiana granic obszaru (terenu) górniczego może nastąpić wyłącznie w drodze zmiany koncesji. Do 31 grudnia 2011 r. wyznaczenie obszaru górniczego podlegało uzgodnieniu z Prezesem Wyższego Urzędu Górniczego.
Pokrewnym pojęciem jest teren górniczy, również wyznaczany w koncesji (art. 32 ust. 1 PGG).
Minister Klimatu i Środowiska prowadzi rejestr wszystkich obszarów (terenów) górniczych istniejących na terenie całego kraju, w oparciu o przepisy rozporządzenia Ministra Środowiska z dnia 16 października 2014 r. w sprawie rejestru obszarów górniczych i zamkniętych podziemnych składowisk dwutlenku węgla (Dz.U. z 2014 r. poz. 1469). Administrowaniem tego rejestru zajmuje się Państwowy Instytut Geologiczny i służy on wyłącznie celom ewidencyjnym.
Wpis w księdze rejestrowej obejmuje:
- nazwę obszaru górniczego,
- nazwę złoża i rodzaj kopaliny,
- wielkość powierzchni obszaru górniczego,
- wielkość powierzchni terenu górniczego,
- położenie administracyjne obszaru i terenu górniczego,
- nazwę, siedzibę i numer REGON przedsiębiorcy, który uzyskał koncesję na wydobywanie kopaliny w obszarze górniczym,
- oznaczenie aktu tworzącego obszar górniczy oraz okresu, na jaki został utworzony,
- informację o utworzeniu, w granicach obszaru górniczego, innego obszaru górniczego dla innej kopaliny, ze wskazaniem jego nazwy oraz oznaczeniu aktu o jego utworzeniu,
- oznaczenie teczki ze zbiorem dokumentów.

Dla każdego obszaru górniczego prowadzi się zbiór dokumentów stanowiących podstawę dokonanych wpisów do księgi rejestrowej, obejmujących w szczególności:
- decyzję koncesyjną (o zmianie koncesji, jej przeniesieniu itd.),
- mapę obszaru i terenu górniczego, sporządzoną według Polskich Norm,
- odpis decyzji o zatwierdzeniu lub odpis zawiadomienia o przyjęciu dokumentacji geologicznej złoża kopaliny,
- korespondencję związaną z czynnościami rejestrowymi.

Na mapie obszaru górniczego powinna znajdować się adnotacja o dokonanej rejestracji. Obowiązkiem przedsiębiorcy jest zgłoszenie do rejestru każdej zmiany danych podlegających wpisowi do księgi rejestrowej. O dokonaniu rejestracji należy zawiadomić, dołączając mapę obszaru (terenu) górniczego:
- przedsiębiorcę, który uzyskał koncesję obejmującą dany obszar,
- właściwe miejscowo organy koncesyjne,
- właściwe miejscowo organy nadzoru górniczego,
- wójta (burmistrza lub prezydenta miasta).